# Oenologi

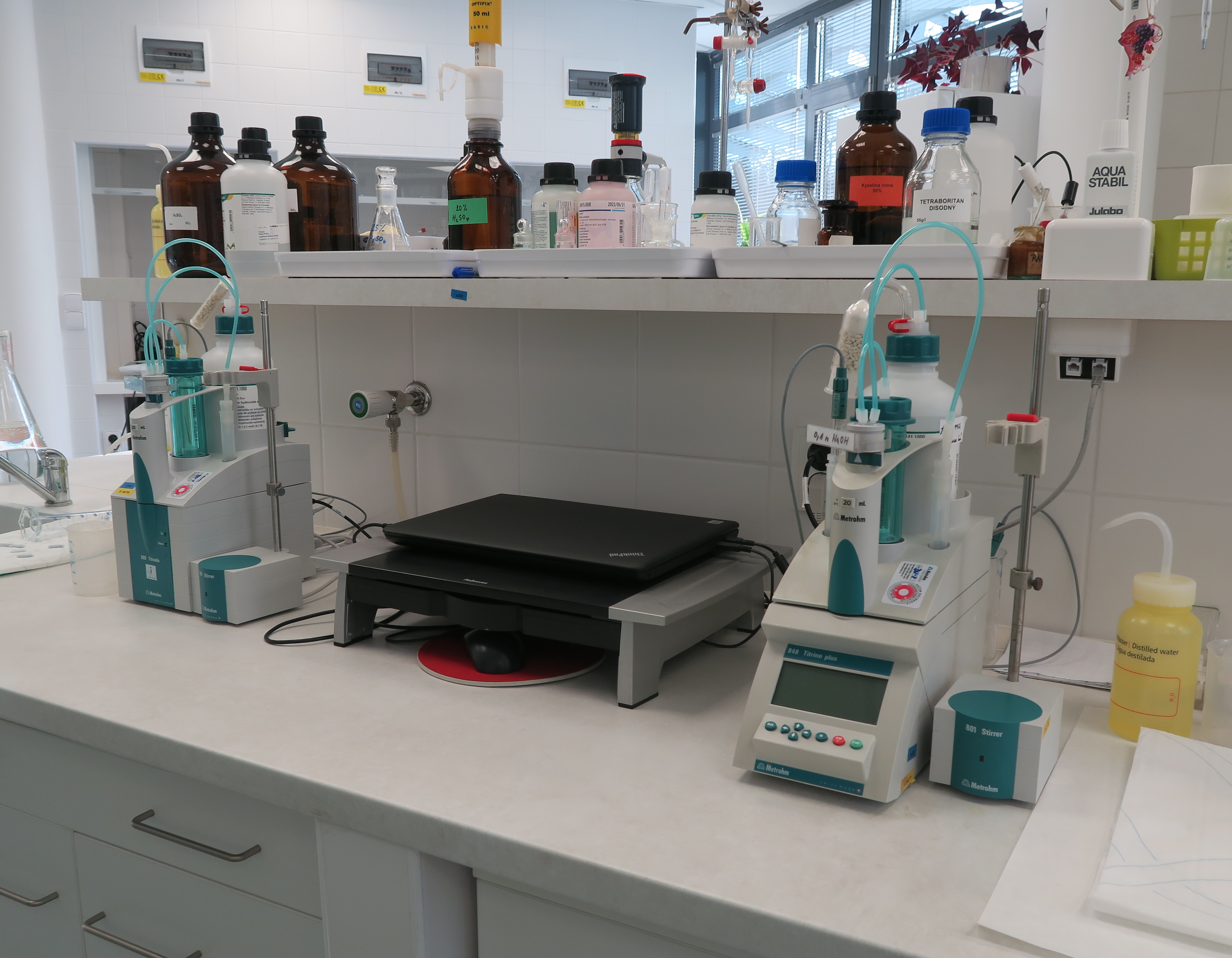
Vinlaboratorium i Tjeckien

Oenologi (från grekiska οἰνος, oinos, "vin", och λόγος, logos, "lära"), ibland kallat œnologi, enologi eller önologi, är läran om vin och dess odling, beredning och tillverkning. 

## Beskrivning
Experter på vin kallas oenologer. Oenologi innefattar bland annat vinplantans biologiska egenskaper, jordmåner, geokemiska förhållanden, vinodlingens miljöaspekter, världens viktigaste vindistrikt samt deras geologi och klimat, särskilt avseende sambanden mellan jordmån, lokalklimat och vinets egenskaper.
För att bli oenolog genomgår man en vetenskaplig utbildning med akademisk examen med inriktning på vinrankans och vinets biologi och kemi. Studiet innefattar bl.a. alkoholhalt, sockerhalt, jästsorter, densitet, färg, mjölk- och äppelsyra, antocyaniner, tanniner, fenoler, sulfiter och mycket mer. Oenologi skiljer sig från vitikultur i det att oenologi mer handlar om arbetet i vineriet och analyser i laboratorium. Vitikultur är själva jordbruksarbetet med odlingen, det vill säga allt från jordbearbetning, plantering och beskärning till växtskydd och skörd. Ampelografi är den botaniska vetenskapen i vinvärlden.
En föregångsman inom oenologin var Louis Pasteur (1822-1895). Han påvisade bl.a. mikroorganismers roll i vinifikationen samt visade att jäsningsprocessen är olika beroende på kontakt eller icke kontakt med syre.